# Фридрихсверт
Фридрихсверт (нем. Friedrichswerth) — община в Германии, в земле Тюрингия.
Входит в состав района Гота. Подчиняется управлению Миттлерес Нессеталь. Население составляет 543 человека (на 31 декабря 2010 года). Занимает площадь 4,9 км².